# 白絹粉蝶
珍絹粉蝶（學名：Aporia genestieri，英文俗名：Southern Blackvein，別名：深山粉蝶、深山白蝶、普通绢粉蝶）在台灣又名白絹粉蝶，是屬於粉蝶科粉蝶亞科的一種蝴蝶，是絹粉蝶屬的一種。分佈於中國西南部及台灣之高山地區。模式產地為中國雲南。幼蟲的寄主為胡頹子屬的薄葉胡頹子（Elaeagnus thunbergii）。

## 形態
前翅前緣長32-38毫米。軀體黑褐色，腹部腹面有一對模糊的白色縱條。複眼黑色。翅背、腹面底色均呈白色，沿翅脈及前翅外緣有黑褐色鱗片分布。後翅腹面於翅基有一橙黃色斑紋。雌雄斑紋相似，雌蝶翅底色半透明。

## 習性
一年一代。成蟲見於每年5-8月期間。出沒於常綠闊葉林，海拔1000-2000米高地。飛行緩慢，好訪花。產卵時在葉背形成大卵塊。幼蟲群集生活，取食寄主植物葉片，冬季時將寄主枯葉連綴成越冬巢，在内群集過冬。

## 亞種
- A. g. genestieri - 指名亞種[3]
- A. g. genestieroides Bernardi, 1945[4]
- A. g. insulars Shirôzu, 1959 - 分佈於台灣[2]
- A. g. pseudopotanini Bernardi, 1963[4]

## 外部連結
- 维基共享资源上的相關多媒體資源：珍絹粉蝶
- Aporia genestieri - The Global Lepidoptera Names Index, The Natural History Museum （英文）
- Aporia genestieri （页面存档备份，存于） - Catalogue of Life （英文）
- Aporia genestieri - funet.fi